# Република Македония на летните олимпийски игри 2012
Република Македония участва на летните олимпийски игри през 2012 година в Лондон като това е петото самостоятелно участие на страната на летни олимпийски игри след излизането от Югославия през 1991 година.
Участие взимат 4 спортистa в общо 2 спорта.

## Лека атлетика
Мъже
| Атлет            | Събитие | Старт    | Старт | Полуфинал     | Полуфинал     | Финал         | Финал         |
| Атлет            | Събитие | Резултат | Място | Резултат      | Място         | Резултат      | Място         |
| ---------------- | ------- | -------- | ----- | ------------- | ------------- | ------------- | ------------- |
| Кристиян Ефремов | 400м    | 47.92    | 7     | не продължава | не продължава | не продължава | не продължава |

Жени
| Атлет             | Събитие | Старт    | Старт | Полуфинал     | Полуфинал     | Финал         | Финал         |
| Атлет             | Събитие | Резултат | Място | Резултат      | Място         | Резултат      | Място         |
| ----------------- | ------- | -------- | ----- | ------------- | ------------- | ------------- | ------------- |
| Христина Ристеска | 400м    | 1:00.86  | 7     | не продължава | не продължава | не продължава | не продължава |

## Плуване
Мъже
| Плувец          | Събитие       | Старт   | Старт | Финал         | Финал         |
| Плувец          | Събитие       | Време   | Място | Време         | Място         |
| --------------- | ------------- | ------- | ----- | ------------- | ------------- |
| Марко Блажевски | 400м съчетано | 4:32.38 | 34    | не продължава | не продължава |

Жени
| Плувец          | Събитие            | Старт   | Старт | Финал         | Финал         |
| Плувец          | Събитие            | Време   | Място | Време         | Място         |
| --------------- | ------------------ | ------- | ----- | ------------- | ------------- |
| Симона Маринова | 800м свободен стил | 9:28.41 | 35    | не продължава | не продължава |